# Yucca, Arizona
Yucca är ett kommunfritt område i Mohave County i Arizona, USA. Området är beläget längs interstate 40 strax sydväst om Kingman. Yucca har postnummer 86438 och hade 272 invånare år 2000. 
Ford Motor Company har en stor testanläggning för bilar i Yucca. 